# Клони АК виробництва Угорщини

## Історія
В 1959 країна отримала ліцензії на виробництво автомата АК-47 калібру 7,62-мм. Після цього місцеві інженери почали вносити зміни, часто суттєві. Угорські клони АК користувалися великим  попитом у світі.

## Модифікації
- AK-55 — ліцензійна копія АК-47. Однак у цієї зброї було два суттєвих недоліки - вага і вартість виробництва.

- AMD-63 (AKM-63) — у 1963 була проведена кардинальна модифікація АК-55, при чому автомат мав ряд відмінностей: перш за все, з'явилась додаткова рукоятка під цівкою зброї, яка стала відмітною рисою всіх інших угорських автоматів Калашникова. Також цівку стали робити металевою, до того ж вона не закривала трубку для відведення порохових газів з каналу ствола зброї. Також нова металева цівка виготовлялась як продовження ствольної коробки, яка стала штампованою, що знизило вартість і вагу зброї. Крім того, на експорт виготовлявся самозарядний варіант з магазином на 20 патронів.

- AMD-65 (Automata Módosított Desszantfegyver) — новий автомат отримав трубчастий приклад, який складався у бік, з металевим упором і гумовою наліпкою на ньому, а також коротший ствол, довжина якого становила 317 міліметрів. Зброя отримала більш ефективний дульний гальмо-компенсатор віддачі, що зробило ведення вогню з неї комфортнішим, а головне, точнішим, особливо при стрільбі безперервними чергами. Пістолетна і додаткова рукоятки зброї виготовлялися спочатку з дерева, а пізніше з пластику. Також випускався цивільний самозарядний варіант[1].

- AMP-69 - основною відмінністю стала можливість використання гвинтівочних гранат, для чого автомат отримав можливість замикати відведення порохових газів, а також встановлювати замість гасника полум'я насадку для цих боєприпасів. Для ведення вогню таким гранатами був розроблений спеціальний магазин, місткістю 5 патронів. Також  на автомат було встановлено кріплення для оптичного прицілу з лівого боку, правда, в основному використовувався оптичний приціл малої кратності. Ця зброя викликало чимало шуму серед тих, хто вже встиг прив'язатися в попереднім варіантам автоматів. Справа в тому, що новий автомат не мав додаткової ручки, замість неї було встановлено пластикову цівку, з отворами для охолодження в нижній частині. У 1974 автомат став основною зброєю армії Угорщини, а в 1975 році його прийняла на озброєння поліція. Довжина автомата зі складеним прикладом дорівнює 640 міліметрів, з розкладеним 920 міліметрів. Вага зброї становить 3,12 кілограма, довжина ствола - 317 міліметрів, що обмежує максимальну дальність використання зброї, а при наявності оптичного прицілу це явно мінус.

- NGM-81. В 1981 була отримана ліцензія на виготовлення АК-74 калібру 5,45-мм. Однак таких автоматів було виготовлено в обмеженій кількості, інші - калібру 5,56-мм НАТО з новим магазином від М16.

## Країни - експлуатанти
- Афганістан
- Ангола
- Хорватія
- Куба
- Грузія
- Мозамбік
- Угорщина
- Ліван
- Лаос
- Панама
- Парагвай
- Сирія
- Судан
- Сомалі
- Ємен
- В'єтнам
- Зімбабве